# قزلجه (صندوق‌لی)
قزلجه (به ترکی استانبولی: Kızılca) یک منطقهٔ مسکونی در ترکیه است که در صندوق‌لی واقع شده‌است.